# Forestville Eagles
Die Forestville Eagles waren eine professionelle Basketball-Mannschaft der australasischen National Basketball League (NBL) aus der im australischen Bundesstaat South Australia gelegenen Stadt Adelaide. Das Team gründete sich 1957 als West Torrens Eagles und benannte sich 1981 in Forestville Eagles um. Nach der Saison 1981 wechselten sie in die halbprofessionelle NBL1 Central.

## Saisonbilanzen in der NBL
- Meister der NBL
- Vizemeister der NBL

| Saison | Platz | Spiele | Siege | Niederlagen | Siegquote in % | PlayOffs           |
| ------ | ----- | ------ | ----- | ----------- | -------------- | ------------------ |
| 1980   | 11    | 22     | 6     | 16          | 27,3           | nicht qualifiziert |
| 1981   | 12    | 22     | 6     | 16          | 63,6           | nicht qualifiziert |

## Trainerhistorie
- Alan Hughes: 1980
- Albert Leslie & Reg Biddings: 1981